# Maciej Poniński
Maciej Poniński herbu Łodzia (XVIII w.) – polski magnat, starosta babimojski, stolnik wschowski, właściciel dóbr Września (od 1745) i Zaniemyśla.

## Życiorys
Syn Adama i Ludwiki z Mielżyńskich. Około 1750 nabył od Gniazdowskich dobra wrzesińskie. Zamieszkał w dawnej rezydencji Działyńskich na Opieszynie. W 1750 wydał zezwolenie na nabożeństwa ewangelickie, a w 1758 wyraził zgodę na budowę szkoły ewangelickiej. Utworzył wieś czynszową Obłaczkowo dla kolonistów niemieckich. Był kolatorem kościoła katolickiego. W 1768 ufundował zegar na wieży kościoła Wniebowzięcia Najświętszej Maryi Panny i św. Stanisława Biskupa Męczennika we Wrześni.
Zmarł 19 listopada 1758 we Wrześni. Jego ciało pochowano u jezuitów w Poznaniu.

## Życie osobiste
Żonaty kolejno z Franciszką Szołdrską (ślub w 1733), Apolinarą Jaraczewską (ślub w 1746) i Mariolą Zofią Dembińską.
Miał 11 dzieci:
- Adam Karol (1732-1798)
- Jan (ur. 1742)
- Eleonora (1747-1812)
- Franciszek (1748-1749)
- Franciszek Ksawery (1750-1780)
- Marceli (ur. 1750)
- Ludwika (1751-1785)
- Pelagia (ur. 1752)
- Kalikst (1753-1817)
- Bibianna Ksawera Barbara (1754-1755)
- Apolonia (1760-1800)